# Enoplophthalmus
Enoplophthalmus es un género extinto de peces óseos que vivió durante la época del Oligoceno. Esta especie fue reconocida por Sauvage en 1880.